# Neuilly-lès-Dijon
 Neuilly-lès-Dijon  là một xã ở tỉnh Côte-d’Or trong vùng Bourgogne-Franche-Comté, phía đông nước Pháp. Khu vực này có độ cao từ 212-236 mét trên mực nước biển.